# Гулий Костянтин Макарович
Костянтин Макарович Гулий (нар. 17 травня 1887, місто Охтирка Харківської губернії, тепер Сумської області — розстріляний 15 жовтня 1937, Київ) — радянський партійний діяч, голова Харківської міської ради, нарком праці Української СРР.  Кандидат в члени ЦК КП(б)У в травні 1924 — грудні 1925 р. Член ЦК КП(б)У в грудні 1925 — травні 1936 р. Член Організаційного Бюро ЦК КП(б)У в грудні 1925 — січні 1934 р.

## Біографія
Народився в родині шевця, закінчив міське двокласне училище, працював робітником на різних підприємствах. У робітничому русі брав участь з 1905 р.
Член РСДРП(б) з 1913 року.
Служив у російській імператорській армії, після демобілізації працював робітником, електриком депо Південної залізниці у місті Харкові. З квітня 1917 року — член Залізничного районного комітету РСДРП(б) міста Харкова. У 1918 році очолював Харківську міську раду.
У 1918 році, під час гетьманської Української держави — член підпільного Харківського комітету КП(б)У. Один з організаторів Всеукраїнського страйку залізничників 1918 року на Південній залізниці. У 1919 році — в Червоній армії, брав участь у боротьбі з військами генерала Денікіна.
З 1920 року — перший голова Харківського УЧК профспілки, голова Правління профспілки робітників та службовців Харківського залізничного вузла.
У грудні 1921 — 1922 року — голова Харківської міської ради. З 1922 року — завідувач організаційного відділу Харківського губернського комітету КП(б)У.
У 1923 — 1925 року — голова Харківської губернської ради професійних спілок. З 1925 року — голова Харківської окружної ради професійних спілок, член президії Всеукраїнської ради профспілок.
З 1926 по березень 1927 року — секретар Всеукраїнської ради профспілок.
У березні 1927 — 20 квітня 1932 року — народний комісар праці Української СРР.
У квітні 1932 р. на V пленумі ЦК профспілки залізничників СРСР обраний головою ЦК профспілки робітників залізничного транспорту СРСР та членом Президії ВЦРПС. У вересні 1933 року обраний завідувачем відділу охорони праці ВЦРПС.
У вересні 1933 — 4 березня 1935 року — секретар ВЦРПС СРСР.
До липня 1937 року — директор Київського заводу лабораторного обладнання.
У 1937 р. виключений із партії, 29 липня 1937 року заарештований, засуджений і 15 жовтня 1937 р. розстріляний. Реабілітований у квітні 1957 р.